# Odynerus exarmatus
Odynerus exarmatus är en stekelart som beskrevs av Giordani Soika. Odynerus exarmatus ingår i släktet lergetingar, och familjen Eumenidae. Inga underarter finns listade i Catalogue of Life.